# Agrostis ghiesbreghtii
Agrostis ghiesbreghtii é uma espécie de gramínea do gênero Agrostis, pertencente à família Poaceae.